# تونس میلز (مریلند)
تونس میلز (به انگلیسی: Tunis Mills) یک منطقهٔ مسکونی در ایالات متحده آمریکا است که در شهرستان تالبوت، مریلند واقع شده‌است. تونس میلز ۰٫۹۱ متر بالاتر از سطح دریا واقع شده‌است.